# 蒙塔涅-塞尔维涅
蒙塔涅-塞尔维涅（法語：Montagney-Servigney，法語發音：[mɔ̃taɲɛ sɛʁviɲɛ]）是法国杜省的一个市镇，位于该省北部，属于贝桑松区。该市镇于1973年由原市镇蒙塔涅（Montagney）和塞尔维涅（Servigney）合并而成。

## 地理
蒙塔涅-塞尔维涅（47°28'52"N, 6°18'23"E）面积6.55 平方千米，位于法国勃艮第-弗朗什-孔泰大區杜省，该省份为法国东部内陆省份，北起上索恩省，西接汝拉省，东部及东南部与瑞士接壤，东北部与贝尔福地区省接壤。
与蒙塔涅-塞尔维涅接壤的市镇（或旧市镇、城区）包括：蒙东、蒙蒂桑、鲁日蒙、布昂莱蒙博宗、科尼耶尔、蒙博宗、蒂耶南。

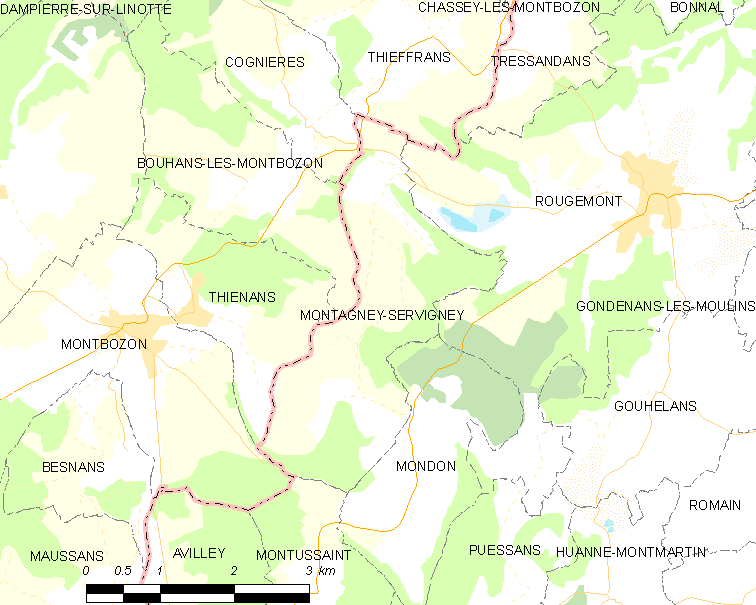
蒙塔涅-塞尔维涅的OSM定位图

蒙塔涅-塞尔维涅的时区为UTC+01:00、UTC+02:00（夏令时）。

## 行政
蒙塔涅-塞尔维涅的邮政编码为25680，INSEE市镇编码为25385。

## 政治
蒙塔涅-塞尔维涅所属的省级选区为博姆莱达姆县。

## 人口

1962-2008年间蒙塔涅-塞尔维涅人口变化图示

蒙塔涅-塞尔维涅于2022年1月1日时的人口数量为123人。